# Saint-Étienne-de-Fursac
Saint-Étienne-de-Fursac (en occitano Furçac) era una comuna francesa situada en el departamento de Creuse, de la región de Nueva Aquitania, que el 1 de enero de 2017 pasó a ser una comuna delegada de la comuna nueva de Fursac al fusionarse con la comuna de Saint-Pierre-de-Fursac.

## Demografía
| Gráfica de evolución demográfica de Saint-Étienne-de-Fursac entre 1800 y 2014 |
|                                                                               |

Los datos demográficos contemplados en este gráfico de la comuna de Saint-Étienne-de-Fursac se han cogido de 1800 a 1999 de la página francesa EHESS/Cassini, y los demás datos de la página del INSEE.